# Fünfgemeinde
Als Fünfgemeinde, auch „5-Gemeinde“ geschrieben, wird ein freier kommunaler Verbund von ursprünglich fünf, mittlerweile sechs benachbarten deutschen und tschechischen Kommunen in der Grenzregion Ostsachsens (südliche Oberlausitz) und Nordböhmens (Böhmisches Niederland bzw. Schluckenauer Zipfel) bezeichnet. Administrativ gehören die deutschen Kommunen zum Landkreis Görlitz bzw. Landkreis Bautzen und die tschechischen zum Okres Děčín.

## Geschichte

### Vorspiel in Neusalza-Spremberg
Die Wurzeln der Fünfgemeinde reichen bis zum Jahr 1992 zurück. Im Rahmen der Festlichkeiten zur 750-Jahr-Feier Neusalza-Sprembergs, einer Grenzstadt zu Tschechien in der südlichen Oberlausitz, die in der komplizierten Zeit nach der Wende 1989/90 im Juni 1992 durchgeführt wurden, entstanden neue Kontakte zum tschechischen Nachbarn. Der am 27. Februar 1992 auf höchster Ebene zwischen Deutschland und Tschechien abgeschlossene „Vertrag über gute Nachbarschaft“ erwies sich dabei als stabiles politisches Fundament. Die Kultur- und Heimatfreunde Neusalza-Spremberg e.V. unter Leitung ihres damaligen Vorsitzenden Gunther Leupolt unterbreiteten seinerzeit den Vorschlag, während der Festtage als Glanzpunkt die Öffnung der Grenze zu Tschechien zu erreichen. Entsprechende Aktivitäten auf beiden Seiten ermöglichten erfolgreiche Verhandlungen der Bürgermeister von Neusalza-Spremberg und Šluknov (Schluckenau). Im Ergebnis dessen wurde am 31. Mai 1992 für zwölf Stunden am Grenzstein 22/23 in der Nähe des Schwarzen Teiches auf Neusalza-Spremberger Flur die Grenze für den Personenverkehr befristet freigegeben, um den nahen böhmischen Jüttelberg (Jitrovník, 509 m) – ein aus der Vorkriegszeit beliebtes Ausflugsziel – erwandern zu können. Diese Gelegenheit nutzten 853 Wanderfreunde. Ende der 1990er Jahre bahnten sich allmählich engere Beziehungen zwischen den Bürgermeistern von fünf deutschen und tschechischen Kommunen und deren Bewohnern in der Grenzregion „Südliche Oberlausitz/Schluckenauer Zipfel“ an. Günter Hamisch, Bürgermeister der damals noch selbständigen Landgemeinde Friedersdorf (Spree), wurde dabei zum geistigen Urheber. Die Friedersdorfer Anregung fiel beidseits der Grenze auf fruchtbaren Boden. Der neugewählte Bürgermeister der tschechischen Stadt Šluknov, Milan Kořínek, ergriff die Initiative und lud die Amtskollegen der deutschen Grenzkommunen Günter Paulik, Neusalza-Spremberg; Günter Hamisch, Friedersdorf (Spree); Karl-Heinz David, Oppach und Miroslav Fojta aus dem benachbarten tschechischen Jiříkov (Georgswalde) am 19. Oktober 2000 zur ersten Arbeitsbesprechung ins Kulturhaus Šluknov ein.

### Gründung und erste Aktivitäten der Fünfgemeinde
Das Datum der ersten gemeinsamen Arbeitsbesprechung in Šluknov markiert zugleich die Entstehung der grenzüberschreitenden Fünfgemeinde. Der neue Verbund von partnerschaftlichen Beziehungen entwickelte sich in der Folgezeit zu einer besonderen Form der deutsch-tschechischen Zusammenarbeit. Die Fünfgemeinde-Mitglieder sahen im Interesse des näheren Kennenlernens ihr Ziel auch im Aufbau einer „grenzüberschreitenden kommunalen Informationsplattform.“ Zur Erinnerung an das denkwürdige Treffen wurde am 16. November 2000 im Beisein von Bürgern beider Seiten eine Linde als tschechischer Nationalbaum auf deutschem Territorium (Friedersdorfer Flur, Abzweigung vom historischen „Diebesweg“ zur Waldgaststätte „Blockhaus“) als „Baum der Freundschaft“ gepflanzt. Im kommenden Jahr fanden sich die Vertreter der Fünfgemeinde am 19. März 2001 zur 3. Arbeitsberatung erstmals in Neusalza-Spremberg zusammen. In dem „Jahr der Vorbereitungen zu den ersten Schritten“ der Fünfgemeinde, wie es bezeichnet wurde, einigten sich die Bürgermeister in Neusalza-Spremberg auf drei Grundaufgaben:
1. Vorbereitungen zur Eröffnung weiterer touristischer Grenzübergänge,
2. Organisation von regelmäßigen Treffen der Bürger an geeigneten Orten beider Länder als neue Traditionslinie,
3. Herstellen von Bedingungen für eine rege Zusammenarbeit der Interessengruppen und Vereine aller fünf Gemeinden.

### Das I. deutsch-tschechische Freundschaftstreffen auf dem Jüttelberg
Auf der Grundlage der gemeinsamen Aufgaben- und Zielstellung, konnte der neue Gemeindeverbund bald erste Arbeitsergebnisse vorlegen. Von den beiden vorgeschlagenen Örtlichkeiten für gemeinsame Treffen – Standort der ehemaligen Kirche in der Wüstung Fukov (Fugau) oder der Jüttelberg bei Království (Königswalde, Ortsteil von Šluknov) – fiel die Entscheidung zugunsten des letzteren. Auf Initiative des Šluknover Bürgermeisters Milan Kořínek präsentierte sich die Fünfgemeinde am Pfingstsonnabend, dem 18. Mai 2002, geschlossen beim I. Freundschaftstreffen seiner Einwohner auf dem Jüttelberg (Jitrovník) zwischen Neusalza-Spremberg und Šluknov. Die damaligen Bürgermeister der jungen Fünfgemeinde Günter Paulik (Neusalza-Spremberg), Günter Hamisch (Friedersdorf), Stefan Hornig (Oppach, Nachfolger von Karl-Heinz David), Milan Kořínek (Šluknov) und Michál Maják (Jiříkov, Nachfolger von Miroslav Fojta) unterzeichneten die entsprechende Willenserklärung im Beisein vor über 600 Teilnehmern beider Seiten. Die Fünfgemeinde konnte im Vorfeld darauf Einfluss nehmen, dass an diesem Tag die Behörden beider Länder die drei Grenzübergänge Friedersdorf („Blockhaus“), Neusalza-Spremberg („Schwarzer Teich“) und Oppach (Grenzstraße, ehemals Fugauerstraße) befristet freigaben. Seit dem I. Freundschaftstreffen der Fünfgemeinde auf dem Jüttelberg 2002 wiederholten sich diese jährlich zu Pfingsten auf dem Gipfel.

### Das Ende deutsch-tschechischer Grenzkontrollen
Im Kontext mit dem Beitritt Tschechiens in die Europäische Union am 1. Mai 2004 wurden von der Fünfgemeinde Anstrengungen unternommen, um am 1. April 2006 festlich die endgültige Grenzöffnung zwischen dem deutschen Neusalza-Spremberg und dem tschechischen Šluknov hinter dem Schwarzen Teich als Wanderweg zu vollziehen. An diesem denkwürdigen Tag waren über 100 Anwesende beider Seiten zugegen, wobei Kinder der Kita Neusalza-Spremberg als Hoffnungsträger das symbolische Grenzband zerschnitten. Gleichzeitig wurden auch die touristischen Grenzübergänge in Oppach (Grenzstraße) und Friedersdorf („Blockhaus“) als Rad- und Wanderwege freigegeben. Der Beitritt der Tschechischen Republik zum Schengener Abkommen mit Ergänzungen vom 26. März 2005 und die Durchsetzung seiner Festlegungen, führten am 21. Dezember 2007 zum generellen Wegfall der Grenzkontrollen innerhalb der EU-Staaten, so auch zwischen Deutschland und Tschechien.
Als auf freiwilligem Beschluss die ehemalige Landgemeinde Friedersdorf am 1. Januar 2008 Ortsteil der Stadt Neusalza-Spremberg wurde, bat die mit fast 7.000 Einwohnern zählende Gemeinde Sohland an der Spree unter Bürgermeister Matthias Pilz um Aufnahme. Die Formalitäten dazu waren Gegenstand der 23. Beratung der Fünfgemeinde am 14. März des gleichen Jahres in Neusalza-Spremberg. Anlässlich des 7. Freundschaftstreffens auf dem Jüttelberg am 10. Mai erfolgte die Aufnahme von Sohland und schloss damit die entstandene Lücke in der Fünfgemeinde. Dazu wurde extra eine zweite Willensbekundung verabschiedet. Im gleichen Jahr vollzog sich bei den Kommunalwahlen am 8. Juni 2008 in Neusalza-Spremberg ein Wechsel der Bürgermeister. Günter Paulik, der 18 Jahre Stadtoberhaupt von Neusalza-Spremberg und aktiver Mitstreiter in der Fünfgemeinde war, ging in den Ruhestand. Sein Nachfolger im Amt wurde der 41-jährige Prokurist Matthias Lehmann aus Neusalza-Spremberg, der vordem in Sohland arbeitete. Er beschritt den vorgezeichneten Weg in Neusalza-Spremberg und in der Fünfgemeinde weiter. So war er der Organisator der Fünfgemeinde für die Durchführung des 2. Volkswandertages am 26. September 2009, der auf den Fluren von Neusalza-Spremberg stattfand. Die Stadt Ebersbach/Sa. unter ihrem Bürgermeister Bernd Noack zeigte während dieser Zeit ebenfalls Interesse an der Aufnahme seiner Gemeinde und leistete eine rege Vorarbeit. Aber erst nach der Vereinigung von Ebersbach und Neugersdorf zur Doppelstadt Ebersbach-Neugersdorf am 4. November 2010 und den Bürgermeisterwahlen am 10. April 2011, konnte der Beitritt der Spreequellstadt Ebersbach-Neugersdorf unter der neuen Bürgermeisterin Verena Hergenröder am 4. November 2011 erfolgen.

## Aufgaben der Fünfgemeinde
Zu den Aufgaben gehören sowohl die Arbeitsberatungen der Bürgermeister der fünf Kommunen – zumeist vier im Jahr – als auch die traditionellen Bürgertreffen auf dem Jüttelberg, für die im Wechsel jeweils ein anderes Mitglied verantwortlich zeichnet. Vielfältige sportliche Vergleichskämpfe, beispielsweise Hallenfußballturniere und die Ausrichtung von elf Volkswandertagen in den Jahren von 2008 bis 2018, belebten die Arbeit der Fünfgemeinde und seiner Bürger. Ebenso bereicherten geistig-kulturelle Veranstaltungen, so Ausstellungen, Museums- und Schlossbesuche, Vernissagen sowie kommunale Jubiläen und Festakte des kommunalen Verbundes. Auf der Festveranstaltung zum 10. Jubiläum der Fünfgemeinde am 19. Oktober 2010 zogen die Bürgermeister der grenzüberschreitenden Kommune im sanierten Schloss Schluckenau eine positive und richtungsweisende Bilanz.
Das ereignisreiche Jahr 2010 war aber auch das Jahr der Verabschiedung des bewährten Bürgermeisters der Stadt Šluknov Milan Kořínek am 12. November 2010. Frau Magister Eva Džumanová folgte ihm im Amt. Die grenzüberschreitende und zweisprachige Fünfgemeinde beschritt ihren bewährten Weg weiter und konnte auch in ihrem 15. Jubiläumsjahr entsprechende Ergebnisse vorweisen. Am 20. Mai 2018 fand bereits das 17. „Jüttelsberg-Treffen“ statt. Schirmherrin war zum wiederholten Mal die Stadt Šluknov unter ihrer Bürgermeisterin Eva Džumanová. Für die Organisation und als Gastgeberin des 8. Volkswandertages der Fünfgemeinde am 27. September 2015 hingegen zeichnete zum zweiten Mal die Stadt Neusalza-Spremberg unter Bürgermeister Matthias Lehmann verantwortlich.

## Mitglieder

Mitgliedsgemeinden, rot gepunktet das Gebiet der Gründungsmitglieder

Die namensgebenden fünf Gründungsmitglieder waren: 
- Friedersdorf (Spree) – 2008 eingemeindet nach Neusalza-Spremberg
- Jiříkov
- Neusalza-Spremberg
- Oppach
- Šluknov

Nach Eingemeindungen und Neuaufnahmen besteht der Verbund heute aus folgenden sechs Kommunen:  
- Ebersbach-Neugersdorf: 20,42 km², 11.134 Einwohner (2023)
- Jiříkov (Georgswalde): 13,31 km², 3589 Einwohner (2023)
- Neusalza-Spremberg: 22,89 km², 3110 Einwohner (2023)
- Oppach: 8,01 km², 2235 Einwohner (2023)
- Šluknov (Schluckenau): 47,44 km², 5744 Einwohner (2023)
- Sohland an der Spree: 37,27 km², 6405 Einwohner (2023)

Die grenzüberschreitende Fünfgemeinde umfasst demzufolge eine Gesamtfläche von insgesamt 146,34 km² mit rund 32217 Einwohnern.
Die Bürgermeister der Mitgliedskommunen (2019)
- Verena Hergenröder (Ebersbach-Neugersdorf)
- Michal Maják (Jiříkov)
- Matthias Lehmann (Neusalza-Spremberg)
- Sylvia Hölzel (Oppach)
- Eva Džumanová (Šluknov)
- Hagen Israel (Sohland/Spree)